# Halowe Mistrzostwa Europy w Lekkoatletyce 2013 – sztafeta 4 × 400 m kobiet
Sztafeta 4 × 400 metrów kobiet – jedna z konkurencji rozegranych podczas halowych lekkoatletycznych mistrzostw Europy w Göteborgu.
Do udziału w czempionacie zostało zaproszonych pięć najszybszych sztafet sezonu 2012 w Europie: Rosję (3:20,23), Ukrainę (3:23,57), Wielką Brytanię (3:24,76), Francję (3:25,49) i Czechy (3:26,02). Skład konkurencji uzupełnia sztafeta Szwecji, gospodarzy zawodów.

## Terminarz
| Data    | Godzina |       |
| ------- | ------- | ----- |
| 3 marca | 18:30   | Finał |

## Rezultaty

### Finał
| Pozycja | Tor | Reprezentacja                                                                          | Czas    | Uwagi   |
| ------- | --- | -------------------------------------------------------------------------------------- | ------- | ------- |
|         |     | Wielka Brytania · Eilidh Child · Shana Cox · Christine Ohuruogu · Perri Shakes-Drayton | 3:27,56 | WL, CR, |
|         |     | Rosja · Olga Towarnowa · Tatjana Wieszkurowa · Nadieżda Kotlarowa · Ksienija Zadorina  | 3:28,18 |         |
|         |     | Czechy · Denisa Rosolová · Jitka Bartoničková · Lenka Masná · Zuzana Hejnová           | 3:28,49 |         |
| 4.      |     | Francja · Myriam Soumaré · Muriel Hurtis · Phara Anacharsis · Marie Gayot              | 3:28,71 |         |
| 5.      |     | Ukraina · Julija Krasnoszczok · Olha Bibik · Ksenija Karandiuk · Olha Zemlak           | 3:34,61 |         |
| 6.      |     | Szwecja · Josefin Magnusson · Moa Hjelmer · Frida Persson · Elin Moraiti               | 3:36,17 |         |